# Sekundschritt
Als Sekundschritt bezeichnet man in der Musik das Fortschreiten einer Stimme im Tonabstand einer Sekunde. In der Regel ist der folgende Ton ein benachbarter Ton in der jeweiligen Tonleiter, so dass meistens das schrittweise Auf- oder Absteigen einer Stimme auf einer Tonleiter gemeint ist. Allerdings können durch Sekundschritte auch leiterfremde Töne erreicht werden. Da besonders in der gesungenen Musik viele Melodien auf Tonleitern aufbauen, ist der Sekundschritt von großer Bedeutung für traditionelles Liedgut. Jedoch erlangte der Sekundschritt auch im harmonischen Satz – als Vorhalt, Durchgang oder Auflösung von Dissonanzen – eine besondere Funktion, die in der Kunstmusik zu besonderen Deutungsmöglichkeiten führte.

## Sekundschritt in Tonleitern
In Folge bilden Sekunden die Tonleitern der verschiedenen Tongeschlechter. Sie bestehen aus einer Folge von Ganz- und Halbtonschritten, wobei die Lage der Halbtöne das Geschlecht bestimmt, zum Beispiel Dur und Moll im tonalen System oder eine der Kirchen-Modi.
| Tonleitern in C-Dur             | In der Dur-Tonleiter befinden sich die Halbtonschritte zwischen der 3. und 4. und zwischen der 7. (auch Leitton genannt) und 8. Stufe |
| Chromatische Tonleiter          | Im tonalen System der klassischen abendländischen Musik wird der Raum einer Oktave durch 12 Halbtonschritte gefüllt. (Siehe auch Zwölftonmusik). Die absteigende Tonleiter enthält den passus duriusculus. |
| Ganzton-Tonleiter               | Die Oktave kann auch durch 6 Ganztonschritte gefüllt werden. (Tonsysteme anderer Musikkulturen verwenden auch Drittel- oder Viertel-Töne zum Unterteilen einer Oktave.) |
| Tritonus als Mitte einer Oktave | Das fis unterteilt die Tonleiter der Oktave in genau zwei Hälften, die durch 6 Halbton- oder 3-Ganztonschritte gebildet werden. Deshalb wird dieses Intervall auch als Tritonus bezeichnet. Funktional stellen die Abstände c-fis und fis-c eine verminderte Quint oder eine übermäßige Quart dar. Beide Intervalle klingen aber gleich. |

Beispiele für die Verwendung von Tonleitern

- Das Thema, welches der Aria und allen 30 Variation der Goldberg-Variationen BWV 988 von Johann Sebastian Bach zu Grunde liegt, sind Bestandteile der G-Dur-Tonleiter. Über diese acht Noten arbeitete er noch 14 Kanons BWV 1087 aus.

Bass-Thema zu den Goldberg-Variationen

- Das zweite Thema des 1. Satzes des Violinkonzerts von Ludwig van Beethoven (1770–1827) beginnt mit der 3. Stufe der aufsteigenden Tonleiter in D-Dur.

2. Thema Violinkonzert Beethoven

- Im Karneval der Tiere von Camille Saint-Saëns (1835–1921) werden die Eichhörnchen durch ausgedehnte auf und absteigende Tonleiter-Läufe charakterisiert.

Der Choral Es ist genug der Kantate O Ewigkeit, du Donnerwort, BWV 60, von Johann Sebastian Bach beginnt mit einer den Tritonus durchschreitenden aufsteigenden Tonleiter aus großen Sekunden.
| BWV 60 Choral-Beginn | Der Sopran durchschreitet den Tritonus (grüner Balken). Im Bass findet sich eine kurze Tonleiter in großen Sekundschritten (blauer Balken), ihr Zielton bildet mit dem Tenor ein Tritonus-Intervall (grüne Klammer). Des Weiteren finden sich Sekunden (braun und blau) sowie ein im sogenannten „reinen“ Tonsatz verpönter Querstand (rot). |

## Sekundschritt als musikalisches Gestaltungsmittel

### Beispiele für den passus duriusculus
Der passus duriusculus spielt in der Musik der Barockzeit eine besondere Rolle. Beispiele:
Als Chaconne-Thema bei Johann Sebastian Bach (1685–1750) ist er meist noch um einen Halbtonschritt nach unten erweitert, so dass er den Raum einer Quarte durchschreitet. Außerdem wird die Tonfolge unterschiedlich rhythmisiert und am Anfang und am Ende variiert. In der Vokalmusik wird er vor allem bei Lamento-Themen verwendet:
- Der erste Chor der Kantate Weinen, Klagen, Sorgen, Zagen, BWV 12, wurde von Bach zum Crucifixus der Messe in h-moll BWV 232, umgearbeitet:

| BWV 12  | BWV 12/2: Neben dem passus duriusculus, der im Fagott in Reinform vorgetragen wird, bilden ab- (braun) und aufsteigende (gelb) kleine Sekunden und Sprünge im Tritonus-Abstand (grün) sowie Sekund- oder Septim-Distanzen (blau) wichtige Merkmale, die den Charakter des Stückes prägen |
| BWV 232 | BWV 232/Crucifixus: Zwar ist die musikalische Substanz der Vorlage noch vorhanden, Bach hat jedoch durch zahlreiche Änderungen praktisch eine Neukomposition vorgenommen. Am auffälligsten ist die Rhythmisierung des Chaconne-Themas durch Tonrepetitionen (siehe Prime).               |

- Des Weiteren tritt der passus duriusculus als Chaconne-Thema in den Kantaten Jesu, der du meine Seele, BWV 78, Herr, gehe nicht ins Gericht mit deinem Knecht, BWV 105, Warum betrübst du dich, mein Herz, BWV 138, und Der Friede sei mit dir, BWV 158, sowie in dem Capriccio auf die Abreise des fratello diletissimo BWV 992, in der Toccata fis-Moll BWV 910 und im Präludium a-moll des Wohltemperierten Klaviers BWV 889 auf.

Der passus duriusculus tritt bei Bach als Motiv auch außerhalb von Chaconne-Themen auf:
- Im Schluss-Chor der Kantate Christen, ätzet diesen Tag, BWV 63 ist der Text „dass uns der Satan möge quälen“ als chromatisch absteigende Tonleiter im Tritonus-Raum vertont.
- Im Rezitativ O Christenheit der Kantate Gelobet seist du, Jesu Christ, BWV 91 komponierte Bach auf die Worte „durch dieses Jammertal“ für den Bass eine aufsteigende chromatische Tonleiter im Umfang einer Dezime.
- Der erste Chor der Johannespassion BWV 245 ist durch Sekund-Vorhalte, gebrochene Orgelpunkte und Chromatik geprägt. Ab Takt 10/2, kurz vor dem Einsatz des Chores, finden sich in den Bläserstimmen und im Continuo-Bass absteigende chromatische Tonleitern.
- Versus V der Choralkantate Christ lag in Todes Banden, BWV 4 beginnt mit einem passus duriusculus im Basso continuo.
- Der Kanon à 2 Nr. 6 des Musikalischen Opfers BWV 1079 besteht in seinem ersten Teil aus einer ansteigenden und absteigenden chromatischen Linie.
- Aus dem chromatischen zweiten Teil des Themas der Kunst der Fuge BWV 1080 entwickelt Bach im Verlauf der einzelnen Fugen zahlreiche Variationen chromatischer Motive.

Beschreibung

Bereits in der 4. Fuge erweitert es dieses chromatische Material um die Töne seines Namens a, h, b, c. In der unvollendeten Tripelfuge verwendet er die Tonfolge b-a-c-h als drittes Thema.

### Beispiele für Tonleitern als Charakteristikum von Musikstücken
- Im Schluss-Chor der Kantate Nach dir, Herr, verlanget mich, BWV 150, von Johann Sebastian Bach mit der Satzüberschrift „Ciacona“ versehen, ist das Chaconne-Thema eine aufsteigende pentatonische Tonleiter in h-moll.
- Der Chor Lasset uns nun gehen im dritten Teil des Weihnachtsoratoriums BWV 248 von Johann Sebastian Bach ist durch auf- und absteigende Tonleitern gekennzeichnet, die auch mehr als eine Oktave durchschreiten können.

### Verzierungen
Sekund-Schritte bilden die Verzierungen des Barock und der Klassik wie Triller, Pralltriller und Mordent. Darüber hinaus werden Sekund-Vorhalte häufig in Schluss-Klauseln vor allem in Rezitativen eingesetzt. Vorhalte können entsprechend der Tonart Halb- oder Ganztonschritte sein oder nur, dann auch leiterfremde, Halbtonschritte sein. Diese Verzierungs-Techniken waren in der Barockzeit so selbstverständlich, dass sie vom Komponisten nicht notiert wurden. Von zeitgenössischen Kritikern wurde Johann Sebastian Bach vorgeworfen, dass er viele Verzierungen ausgeschrieben und somit die Freiheit des Interpreten eingeschränkt hat.

### Seufzermotiv
Das „Seufzermotiv“ ist ein Sekundschritt abwärts oder aufwärts, bei welchem der erste Ton stark akzentuiert ist und die folgende Note angebunden, unbetont und leiser gespielt wird. Diese Zweiergruppe wird häufig zu auf- oder absteigenden Ketten verbunden, wobei der betonte Ton der nachfolgenden Gruppe eine Wiederholung des unbetonten der vorausgehenden ist. Ein typisches Beispiel hierfür ist der Choral O Mensch bewein dein Sünde groß in der Matthäus-Passion BWV 244, den Bach zeitweilig als Eingangschor der Johannes-Passion BWV 245 verwendete.
- Weitere Beispiel in der Vokalmusik Bachs:

| Beginn des Choralvorspiel O Lamm Gottes unschuldig BWV 618 (linke Hand) |
| In der Bass-Arie Ächzen und erbärmlich weinen der Kantate Meine Seufzer, meine Tränen, BWV 13, treten nicht nur die „Seufzer“ in kleinen Sekunden (gelb und braun) auf. Es werden auch ungewöhnliche Fortschreitung verwendet: Tritonus (grün) und übermäßige Sekund (rot) |

- Auch in der Instrumentalmusik verwendet Bach das Seufzermotiv.
  - 1. Satz Adagio der Sonate für Violine und obligates Cembalo BWV 1014.
  - Fuge fis-moll aus dem Wohltemperierten Klavier BWV 859